# 珠算
珠算（しゅざん）とは、そろばんを使った計算のことである。
珠算発祥地の中国が、珠算を2013年にユネスコの無形文化遺産に申請し登録された。

## 珠算による計算法
珠算の長所は整数や小数を扱う場合であれば比較的桁数が多くても敏速かつ正確に計算できることである。また、四則計算の主要部分などは簡易な加減法九九を適用すれば計算することができる。
ただし、珠算は分数計算や無理数計算などには不向きである。
また、計算を進めるうち盤面は逐一変化するので計算の過程が残らず数理的攻究や推理的攻究にも不便である。暗算、筆算、珠算にはそれぞれ特性があり長短がある。
暗算の熟練者はそろばんを脳裏に思い浮かべて計算する方法（珠算式暗算）を用いることがあり普通の暗算よりも格段に暗算の威力を発揮する。
以下は天（梁の上側）に1つの珠、地（梁の下側）に4つの珠を配置した天1顆、地4顆の形式のそろばんの計算法。

### 布数法
布数法（ふすうほう）とは数を表現するための珠の置き方である。天（梁の上側）にある1つの珠を五珠、地（梁の下側）にある4つの珠を一珠という。
|   |   |   |   |   |   |   |   |   |   |
| 0 | 1 | 2 | 3 | 4 | 5 | 6 | 7 | 8 | 9 |

一般的に一の位は枠上の定位点の付いた桁（軸の位置）に置くのが一般的で左に向かって十進法で位取りを行う。

### 加法及び減法
そろばんの用語では、加法及び減法をまとめて見取り算と呼ぶ。

#### 運珠法
運珠法（うんじゅほう）とは珠を動かす運び方（順序）をいう。運珠法には順運珠（添入 - 上添下排 - 下排上進）と対応する逆運珠（開排 - 下添上排 - 上退下加）のそれぞれ3種類があり運珠三法と呼ばれている。五珠を動かすことを五珠分解という。
- 添入
五珠はそのままで一珠を添え足す方法をいう（五珠を分解しない加法）[7]。
- 開排
五珠はそのままで一珠を取り去ることをいう（五珠を分解しない減法）[8]。
- 上添下排
五珠を下げて一珠を取り去ることをいう（五珠を分解する加法）[8]。
- 下添上排
一珠を加えて五珠を取り去ることをいう（五珠を分解する減法）[9]。
- 下排上進
下の桁から補数をとって上の桁に加えることをいう（繰り上げの加法）[9]。
- 上退下加
上の桁から一珠を払って補数を下の桁に加えることをいう（繰り下げの減法）[10]。

#### 加法
（例）1937+284
|  |  |  |  |

|  |  |  |  |

|  |  |  |  |

|  |  |  |  |

#### 減法
（例）1756-957
|  |  |  |  |

|  |  |  |  |

|  |  |  |

|  |  |  |

### 乗法及び除法
乗算・除算の場合は、特に慣れていない人の場合、乗数・除数を被乗数・被除数の左側に置くことが多いが、計算中は乗数・除数を全く操作しないので、乗数・除数については、紙に書いてある数字や印刷してある数字を使う方法もあり、あるいはある程度慣れている人の場合、記憶だけに留める方法（片落とし）を取ることが多い。また、そろばんの用語では、被乗数・被除数を実（じつ）、乗数・除数を法（ほう）という。
そろばんでの乗算・除算において、答えが出る位置を決めることを定位法と呼ぶ。
- 現在一般的な方法の乗算・除算（それぞれ新頭乗法・商除法）の場合、法が整数の場合には、法の桁数+1桁だけ実より乗算では右に、除算では左にずれて答え（積・商）が出てくる。
- 江戸時代～昭和初期に行われていた古式の乗算・除算（乗算では頭乗法・尾乗法・中乗法、除算では帰除法）の場合、法が整数の場合には、法の桁数だけ実より乗算では右に、除算では左にずれて答え（積・商）が出てくる。

#### 乗法
そろばんの乗法には実（被乗数）の尾桁から計算する留頭乗法と実（被乗数）の首桁から計算する破頭乗法がある。また、それぞれ法（乗数）の首位数から計算を始める頭乗法と法（乗数）の尾位数から計算を始める尾乗法がある。
以上から主な乗法として留頭尾乗法、留頭頭乗法、破頭頭乗法、破頭尾乗法の四種がある。
- 留頭尾乗法
  - 実（被乗数）の尾位数と法（乗数）の尾位数から計算を始める方法[11]。明の時代に汝思甫が創案したとされる最も歴史の古い方法である[11]。毛利重能も留頭尾乗法を教授するなど広く用いられていた[11]。
  - 筆算に似ており習得に都合の良い計算法である[11]。
  - 法（乗数）の桁が大きいと部分積を置く桁を誤りやすくなり計算の迅速さにも影響が出る[11]。また、数が大きいと計算の過程で繰り上がり数を記憶しておく負担が大きくなる[12]。
- 留頭頭乗法
  - 実（被乗数）の尾位数と法（乗数）の首位数から計算を始める方法[12]。
  - 部分積を置く桁を迷うことがなく、繰り上がりの際も借り珠を用いる必要がない計算法である[12]。
  - 計算の過程で実（被乗数）の尾位数を払いながら計算するため、消えた数を法（乗数）を掛け終わるまで記憶しておく必要がある[12]。
- 破頭尾乗法
  - 実（被乗数）の首位数と法（乗数）の尾位数から計算を始める方法[13]。
  - 計算された積の尾位が実（被乗数）の尾位と一致した場所に表現される計算法である[14]。
  - 計算の過程で実（被乗数）の首位数を払いながら計算するため、部分積が出来上がるまでこれを記憶しておく必要がある[13]。また、これに対応する逆順の除法が存在せず、実（被乗数）と法（乗数）の位置に距離が必要で広い盤面を要するため一般には使用されていない[14]。
- 破頭頭乗法
  - 実（被乗数）の首位数と法（乗数）の尾位数から計算を始める方法[14]。
  - 部分積が出来上がるまでこれを記憶しておく必要があり一般には使用されていない[14]。
- 減一法
  - 破頭頭乗法の一種[14]。32×97であれば32×（96+1）に変形して計算する方法である。一般には採用されていない[15]。
- 中乗法
  - 法の次位数から尾位数まで計算した後、最後に法の首位数を計算する方法。

一般には留頭頭乗法の欠点を克服するため部分積を置く位置を改良した方法が用いられる。以下に示すのは新頭乗法と呼ばれる現在一般的な方法（法を盤面に置いていない片落としの例）である。
（例）32×97
|  |  |  |  |  |

|  |  |  |  |  |

|  |  |  |  |  |

|  |  |  |  |  |

|  |  |  |  |  |

|  |  |  |  |  |

|  |  |  |  |  |

特にそろばんの上級者の乗算の場合は、法のみならず実もそろばんの布数から省略し、積のみをそろばんに置いていく両落としが用いられることも多い。
古式の尾乗法や中乗法の場合は、一時的に1桁に10以上溜まる場合があるため、完全な布数には天二地五が必要となり、天一地五や天一地四ではそのような場合記憶に頼ることになる。

#### 除法
そろばんの除法は種類が多くはなく、割り算九九を用いる帰除法と掛け算九九を用いる商除法がある。
- 帰除法
  - 帰除法には割り算九九を用いる[15]。部分商の発見など計算を器械的に行うことができる[16]。
  - 帰除法は明の時代に汝思甫が創案したとされる[16]。日本へは毛利重能が伝えたといわれており広く用いられた[16]。
  - 帰除法では一時的に1桁に10以上溜まる場合があるため、完全な布数には天二地五が必要となり、天一地五や天一地四ではそのような場合記憶に頼ることになる。
- 商除法
  - 商除法には掛け算九九を用いる[15]。商除法は特殊な割り算九九を用いないため学習が容易である[17]。
  - 商除法は原法が定かではなく汝思甫によるという説もある[16]。日本では百川治兵衛が弟子の亀井津平に教授したのが商除法（百川流または亀井算という）とされるが詳細は不明[16]。明治以降に行われるようになった亀井算は多くの人々によって改良されたものといわれている[16]。
  - 商除法には部分商の発見が難しいのと、部分商を実（被除数）の首位数を破算して置くためこれを記憶しておく必要があるという欠点がある[17]。そのため部分商を置く位置を改良した方法が用いられる[18]。

以下に示すのが現在一般的な商除法（法を盤面に置いていない片落としの例）である。
（例）1416÷59
|  |  |  |  |  |

|  |  |  |  |  |

|  |  |  |  |  |

|  |  |  |  |  |

|  |  |  |  |  |

|  |  |  |  |  |

|  |  |  |  |  |

### 開法
開法の計算は、次を参照。
- 開平
- 開立

## 珠算競技
大別すると珠算競技と暗算競技に分けられる。

### 珠算
- 珠算競技の中心をなすもの。
- 通常、一種目3分から10分程度で行われる（読上算は除く）。
- 基本的にはそろばんを使って計算することが前提となっているが、暗算で計算してもよいことになっている。このことについて、「道具の使用が許可されているのに、暗算で計算するなんて損ではないか」と指摘されることもある。しかしそろばんを使う計算は手を動かす分、速さに限界があるため珠算式暗算でできる場合は暗算のほうが速くできる。このため、珠算選手は暗算でできる問題を積極的に暗算で計算することが多い。特に見取算、伝票算でその傾向が強い。さらに近年では、現実的に日本一を狙えるレベルに近い選手だと乗算や除算の問題もすべて暗算する。

#### 種目
- 乗算

かけ算の問題。
単位は無名数や円、ドルなど（以下一部例外を除いて同じ）。
- 除算

わり算の問題。
割り切れる問題と割り切れない問題がある。そのため通常は「（注意）小数点未満四捨五入」などといった様に端数処理の方法が冒頭に示される。
- 見取算

問題にある数字を自ら読み取って計算するもの。加算のみ、および加減算の問題。
答えが負になる問題が混ざっていることもある（補数計算）。
- 伝票算

伝票をめくりながら数字を自ら読み取って計算するもの（厳密には見取算の一種）。
- 応用計算

式の一部を求めるものや、消費税の計算、借金や減価償却などの応用的な問題。
- 開法
  - 開平（平方根の計算）
  - 開立（立方根の計算）
- 読上算

読み手が読み上げた数字を読み取って計算するもの。加算のみ、および加減算の問題。
検定試験では用いられないが、珠算の大会などで恒例の種目。出題者が読み上げる数値（単位は円）を加減算する。
計算対象とする数値の最上位の位の珠の位置に素早く指を動かすことが求められる。位取りの単位名を聞き終わるまで珠算を開始することはできず、日本では通貨単位の円が読み上げられるまで数値の終了位置が確定しないため、電卓のように計算対象の数値を目視して順次入力する方法とは異なる。
「願いましては・・・」「○○円なり、○○円なり・・・では」など独特の言い回しが用いられる。なお「願いましては・・・」を英語では「Starting with」、「では」は「That's all」と訳される。

### 暗算
- 厳密に言えば珠算ではないが、珠算式暗算で計算することが前提となっているため種目に含まれている。
- 通常、一種目3分程度で行われる（読上暗算は除く）。
- 暗算で行う分、一般的に問題は珠算競技より桁数が少ない。
- そろばんを使って計算してはいけない。

#### 種目
- 乗暗算

乗算の暗算。
- 除暗算

除算の暗算。
- 見取暗算

見取算の暗算。
- 読上暗算

読上算の暗算。
億、兆、京といった単位の問題を容易にこなす選手も多くいる。
- フラッシュ暗算

画面にでてくる数字を足していくもの。

## 主な全国大会

### 現行の主な全国大会
- 全日本珠算選手権大会（8月8日）
- 全大阪オープン珠算選手権大会（8月下旬）
- 全日本珠算競技大会（11月3日）
- 全国計算競技大会（11月下旬）
- 珠算名人位決定戦（隔年の11月下旬）
- 全日本珠算技能競技大会
- 全国珠算競技大会クリスマスカップ
- 全日本通信珠算競技大会

### 終了した主な全国大会
- 国民珠算競技大会
- そろばんグランプリジャパン

## 主な国内の珠算・暗算の試験
- 日本商工会議所主催珠算能力検定
- 日本珠算連盟主催段位認定試験 - 暗算を含む。
- 日本珠算連盟主催日本商工会議所協賛珠算能力検定
- 日本珠算連盟主催暗算能力検定試験
- 全国商業高等学校協会主催珠算実務検定
- 全国商工会連合会主催珠算検定
- 全国珠算教育連盟主催珠算検定
- 全国珠算教育連盟主催暗算検定
- 全国珠算学校連盟主催珠算技能検定試験
- 全国珠算学校連盟主催暗算技能検定試験
- 各地珠算連盟等が主催する珠算能力検定試験
- 各地珠算連盟等が主催する暗算能力検定試験